# 퀸 앤 양식 건축

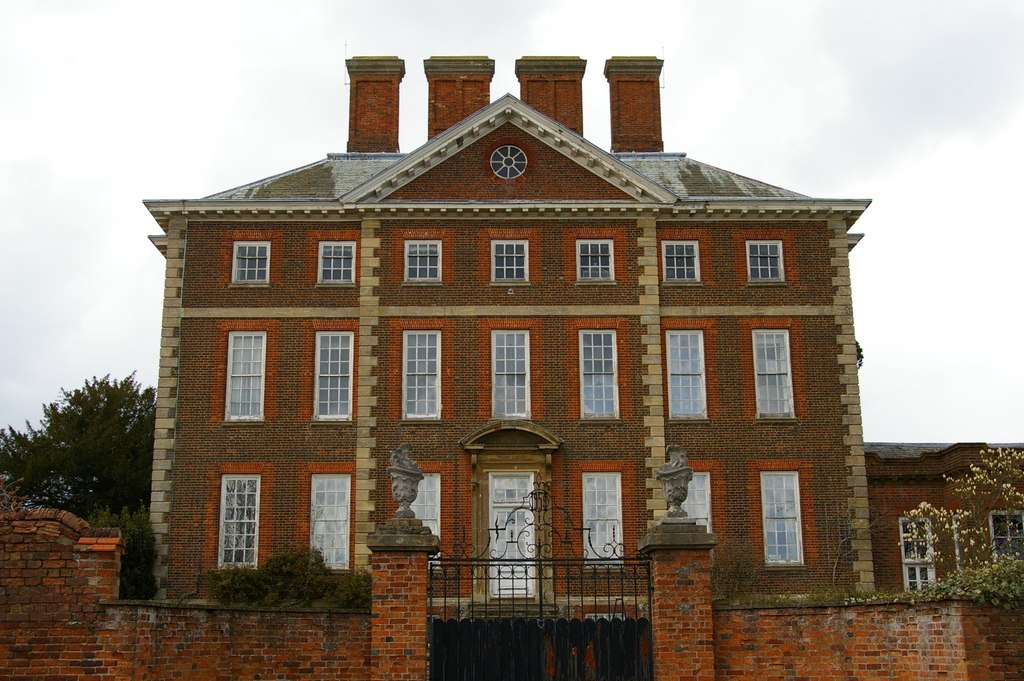
버킹엄셔주의 윈슬로 홀 (1700), 아마도 크리스토퍼 렌의 작품으로, 본래 영국 양식의 특징 대부분을 가지고 있다.

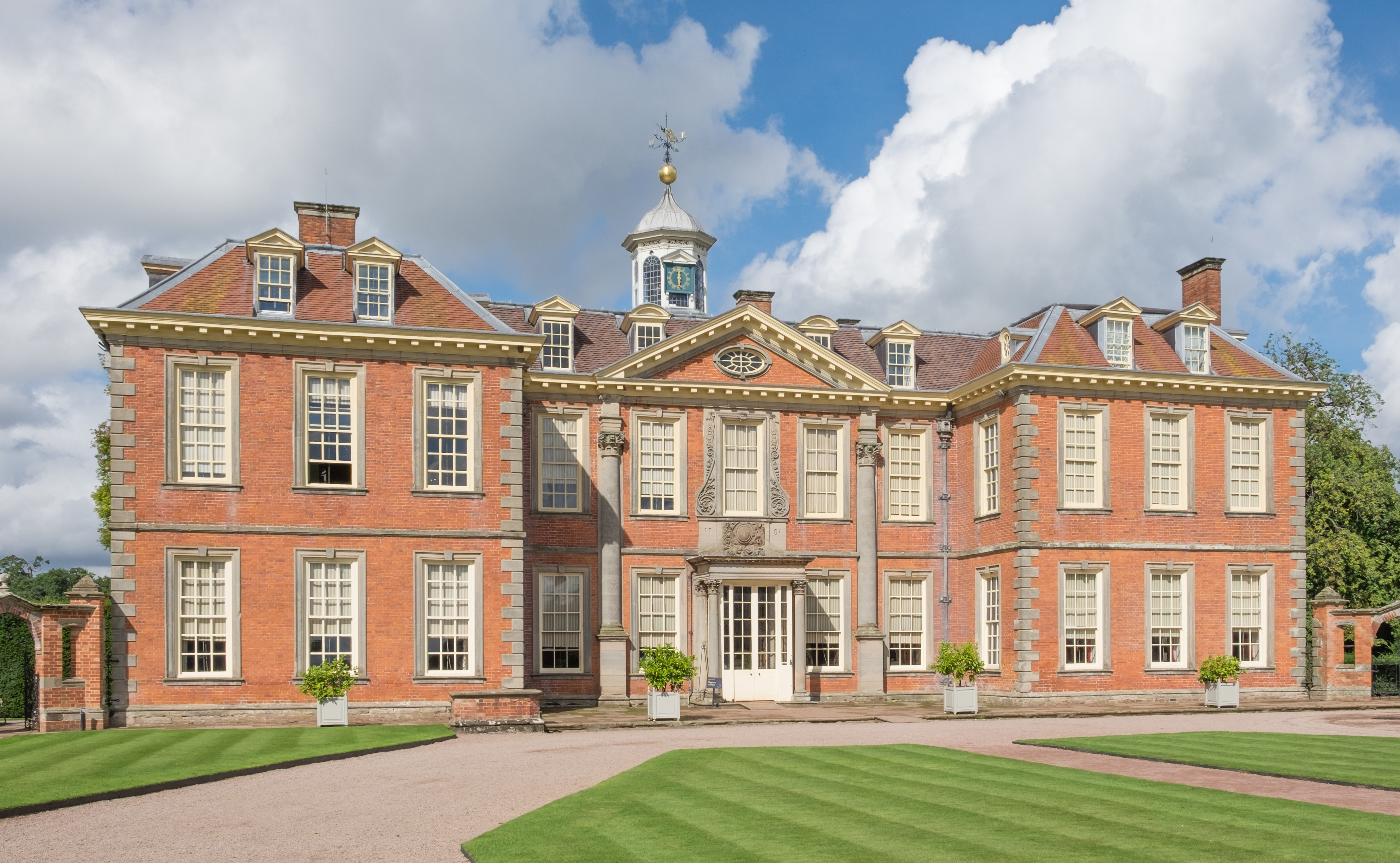
우스터셔주의 핸버리 홀 (c. 1706)은 영국 앤 여왕 양식에서 볼 수 있는 건물 중 가장 큰 규모이다.

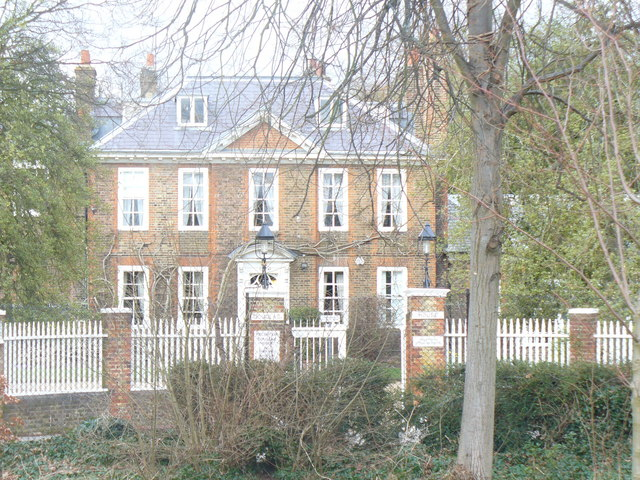
18세기 초 피터샴의 더글러스 하우스

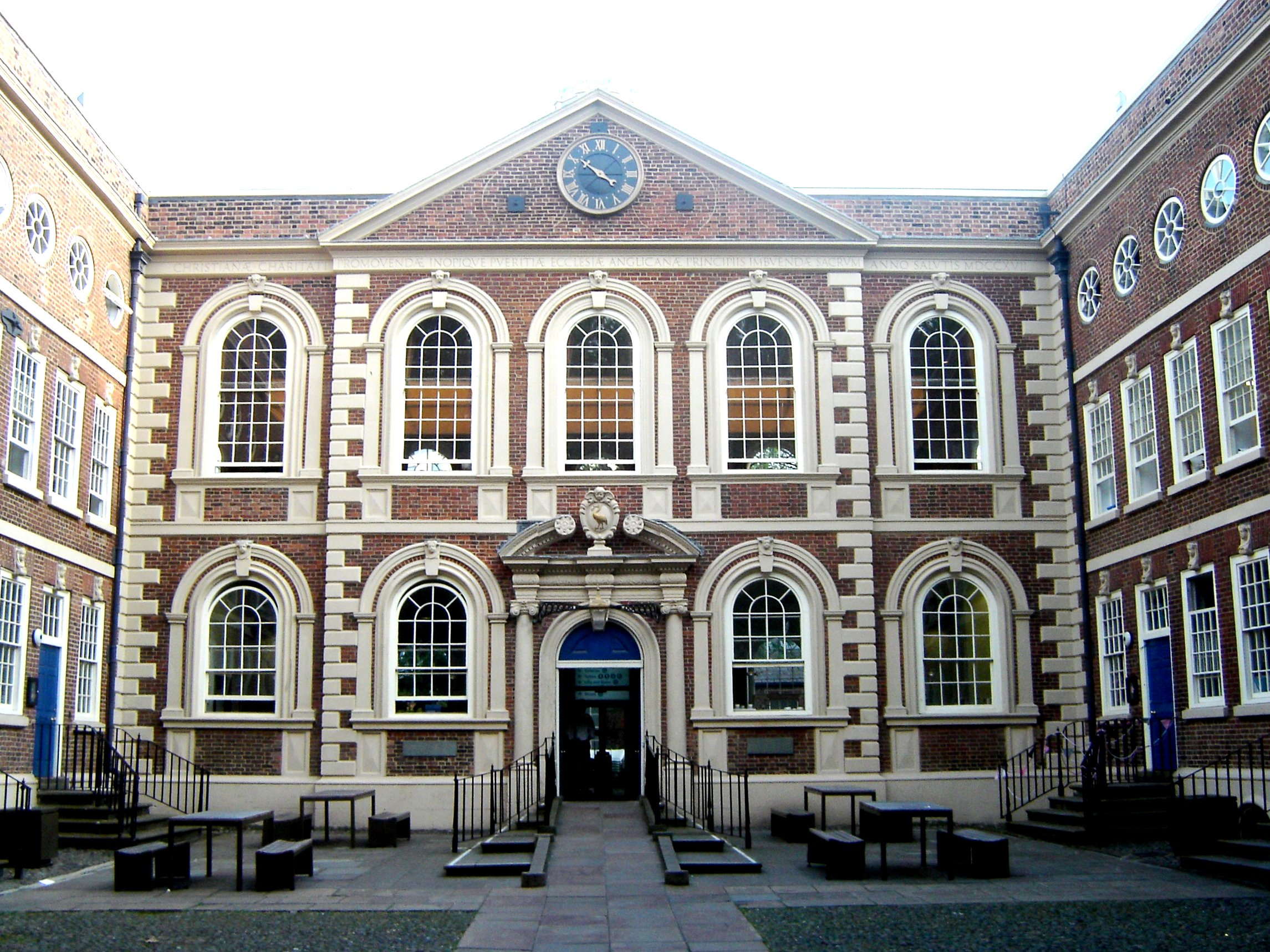
원래 앤 여왕 양식의 한 버전인 리버풀의 블루코트 챔버스 (1717)

영국 건축의 앤 여왕 양식은 앤 여왕(1702년부터 1714년까지 재위) 시대의 영국 바로크 건축을 의미하거나, 19세기 마지막 사반세기와 20세기 초 수십 년 동안 인기를 얻었던 영국 앤 여왕 리바이벌 건축 형태를 의미한다. 다른 영어권 지역에서는 신세계 앤 여왕 리바이벌 건축이 완전히 다른 양식을 포함한다.

## 개요
영국 건축과 관련하여, 이 용어는 주로 매너하우스 규모의 주택 건물에 사용되며, 대개 지역 건축가나 건축업자에 의해 웅장한 귀족의 궁전보다는 우아하지만 단순하게 디자인되었다. 이 용어는 교회에는 자주 사용되지 않는다. 미국에서 이 용어를 사용하는 것과는 달리, 이 양식은 강한 대칭성을 특징으로 하며, 정면의 격식적인 입면에는 이탈리아 건축이나 팔라디오 건축에서 파생된 페디먼트가 있다.
벽면에는 신중하게 선택된 붉은 벽돌과 대조되는 색상이 사용되었고, 더 밝은 석재로 된 세부 장식은 종종 풍부하게 조각되었다. 크리스토퍼 렌은 윌리엄과 메리의 의뢰를 받아 햄프턴코트궁을 재건축할 때 이 기술을 사용했는데, 이는 전체를 석재로 마감하는 것보다 훨씬 낮은 비용으로 풍부한 효과를 얻었다. 여기서 이 기법은 궁전의 남아있는 튜더 양식 부분과 잘 조화되었다. 이 매우 눈에 띄는 사례는 아마도 많은 다른 건축물에 영향을 미쳤을 것이다.
건축 역사학자 마커스 비니는 2006년 타임스에 기고하면서 윌트셔주 폴튼의 폴튼 하우스 (1706년, 앤 여왕 재위 중 건설)를 "...가장 아름다운 앤 여왕 양식"이라고 묘사했다. 비니는 앤 여왕 양식의 전형적인 특징들을 다음과 같이 나열했다.
- 조각된 석재 문틀로 이어지는 계단
- 벽돌과 평행하게 설치된 틀에 박힌 칠해진 새시 창문 줄
- 모서리를 강조하는 석재 모서리돌
- 도머 창문이 있는 팔작 지붕에 중앙 삼각형 페디먼트
- 일반적으로 상자 모양의 "이중 쌓기" 평면, 즉 두 개의 방 깊이

19세기와 20세기에 부활한 "앤 여왕 양식"을 사용할 때, 이름에 포함된 역사적 참조는 전혀 문자 그대로 받아들여져서는 안 된다. 왜냐하면 다른 영어권 지역에서 "앤 여왕 양식"이라고 불리는 건물들은 초기 18세기 영국 건물들과는 심지어 어떤 복고 건축 양식보다도 더 적은 유사성을 보이기 때문이다. 특히, 미국의 앤 여왕 양식 건축은 완전히 다른 양식이며, 호주에서도 마찬가지로 실제 앤 여왕 재위 기간의 건축 양식과 전형적인 요소가 없으며, 이름은 마케팅 목적으로 고안되었다.

## 영국 앤 여왕 리바이벌

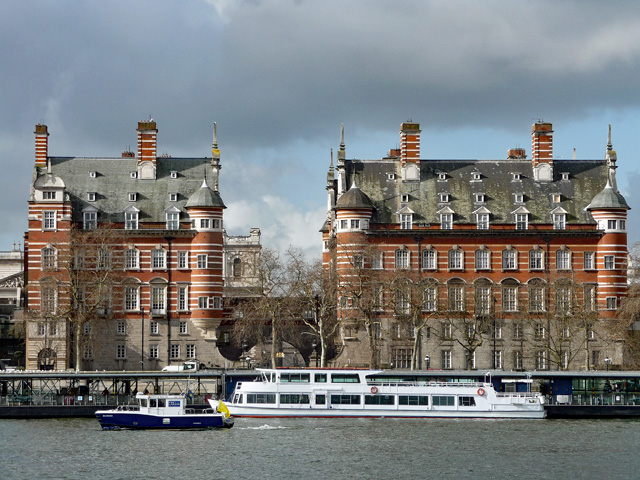
런던의 노먼 쇼 빌딩즈

조지 드베이 (1820–1886)와 더 잘 알려진 노먼 쇼 (1831–1912)는 1870년대 산업 시대의 영국 건축에서 앤 여왕 양식을 대중화했다. 노먼 쇼는 이미 1858년에 건축 스케치 책을 출판했으며, 그의 매혹적인 펜화는 1870년대에 무역 저널과 예술 잡지에 나타나기 시작했다. 미국의 상업 건축업자들은 이 양식을 빠르게 채택했다.
쇼의 절충적인 디자인은 종종 튜더 요소를 포함했으며, 이 "옛 영국" 양식은 미국에서도 인기를 얻어 (부정확하게) 앤 여왕 양식으로 알려졌다. 앤 여왕 재위 기간에 지어진 건물과 "앤 여왕" 양식 사이의 혼동은 특히 영국에서 지속된다.
영국 빅토리아 시대의 앤 여왕 건축은 미국 counterparts보다 아트 앤 크래프트 운동과 더 밀접하게 관련된다. 좋은 예시로는 지금은 없어진 에식스주 콜체스터의 세브랄스 병원 (1913–1997)이 있다.
이 건축 양식의 역사적 선례는 폭넓고 다양했다.
- 빅토리아 시대의 특징적인 마감보다 더 따뜻하고 부드러운 마감의 정교한 벽돌 세공, 테라코타 패널 또는 타일로 덮인 위층, 깔끔하게 칠해진 흰색 목공 또는 금발 석회암 디테일
- 종종 하나 위에 다른 하나가 쌓인 오리엘 창문
- 모서리 탑
- 비대칭적인 전면과 그림 같은 매스
- 플랑드르 매너리즘의 움푹 들어간 스트랩워크 패널
- 깊은 그림자가 드리워진 입구
- 넓은 포치
- 전반적으로 가정적인 자유 르네상스 양식

20세기에는 에드윈 루티언스 등이 이 양식의 우아한 버전을 사용했는데, 보통 붉은 벽돌 벽과 옅은 석재 디테일이 대조를 이루었다.

## 신세계 앤 여왕 리바이벌

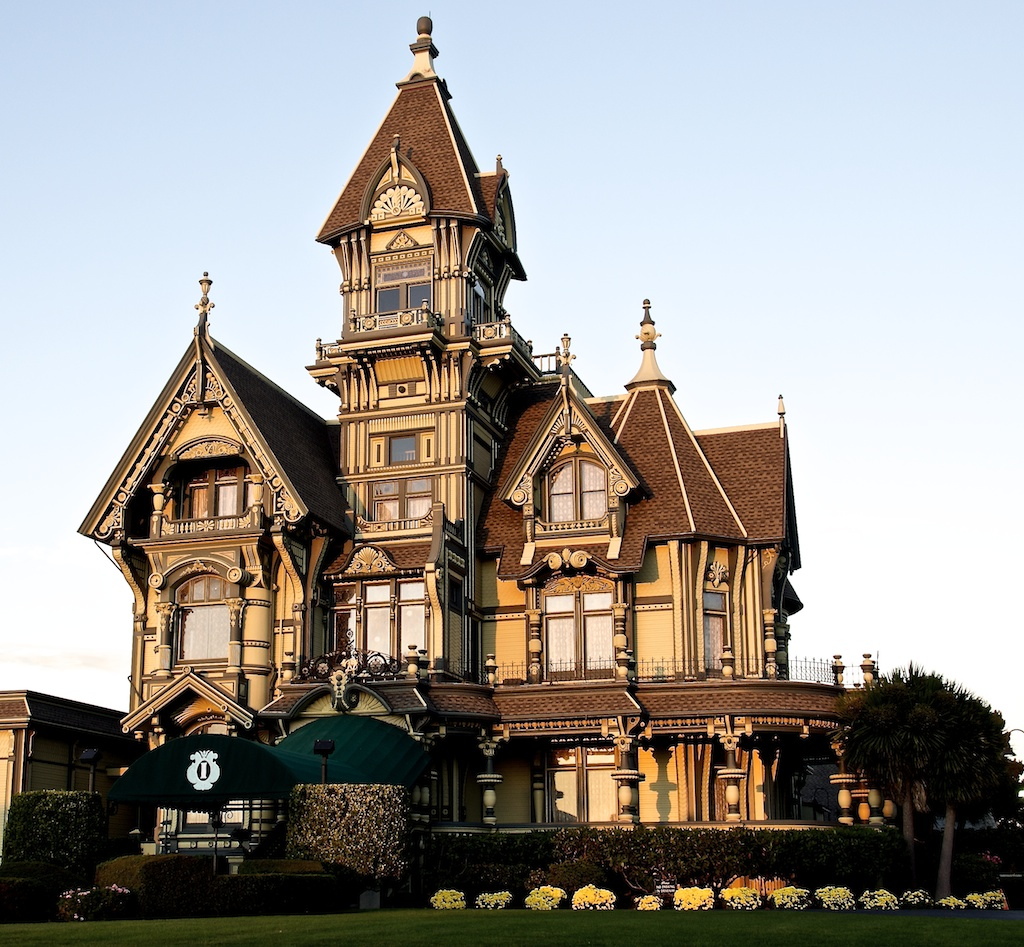
캘리포니아주 유리카에 위치한 카슨 맨션은 미국 앤 여왕 양식의 가장 극단적인 예시 중 하나로 널리 알려져 있다.

### 미국

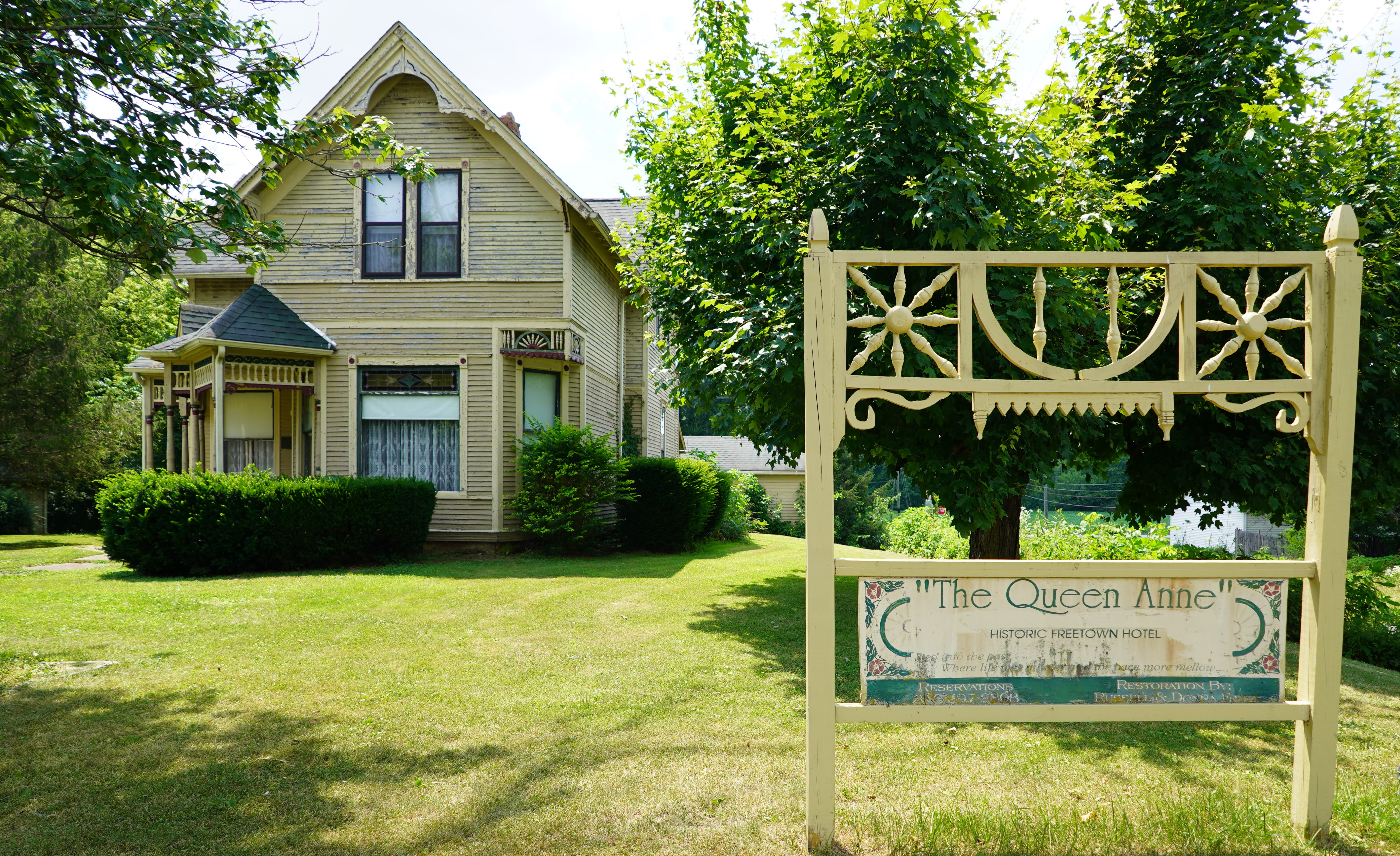
인디애나주 프리타운의 미국 앤 여왕 양식 프랭크 휠러 호텔

미국에서 "앤 여왕"은 "자유 르네상스" (비-고딕 복고양식) 디테일을 가진 다양한 그림 같은 건물과 프랑스에서 유래한 제2제정 및 덜 "가정적인" 보자르 건축의 대안으로 사용되며, 1880년부터 1910년까지의 건축, 가구, 장식 예술에 광범위하게 적용된다. 앤 여왕 건축 요소 중 일부, 예를 들어 현관을 감싸는 전면 포치는 1920년대까지 계속 발견되었다. 미국 앤 여왕 양식 주택의 한 예로는 워싱턴 D.C.의 브루클랜드 지역에 위치한 슬로위-버릴 하우스가 있다.
박공 지붕의 주거 규모 양식은 시드니 V. 스트래튼 건축가가 1878년에 설계한 뉴욕 산업 학교를 위한 새로운 주택과 함께 뉴욕시에 도입되었다. 미국 앤 여왕 건축의 독특한 특징으로는 비대칭 정면, 벽면보다 외팔보로 돌출된 지배적인 전면 박공, 돌출된 처마, 둥글거나 사각형 또는 다각형 탑, 장식된 네덜란드식 박공, 주요 출입구를 포함하여 전면 파사드의 일부 또는 전부를 덮는 포치, 2층 포치 또는 발코니, 페디먼트가 있는 포치, 물고기 비늘 모양을 포함한 다양한 디자인으로 형성된 패턴 목재 널빤지, 테라코타 타일, 부조 패널 또는 벽돌 위에 목재 널빤지 등 다양한 벽 질감, 덴틸, 고전적인 기둥, 스핀들 세공, 오리엘 및 돌출창, 납유리 창문의 수평띠, 기념비적인 굴뚝, 칠해진 난간, 목재 또는 점판암 지붕 등이 있다. 앞마당에는 종종 목재 울타리가 있었다.

### 호주

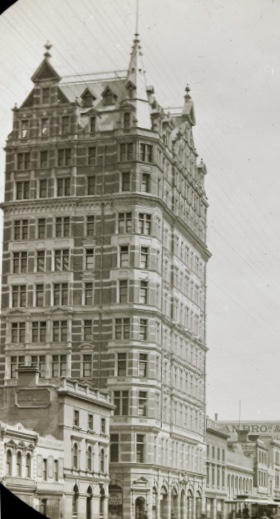
호주 멜버른의 APA 빌딩, 1900년경. 이 건물은 1889년 완공부터 1912년까지 호주에서 가장 높은 건물이었고, 1980년에 철거되었다.

호주에서 리처드 노먼 쇼의 영향은 1890년부터 1915년까지 전성기를 누린 연방 양식의 발전에 기여했으며, 이 양식은 12단계로 세분화되는데, 연방 앤 여왕 양식은 그 중 하나이며 1890년부터 1910년 사이에 지어진 주택에 가장 인기 있는 양식이었다. 이 양식은 종종 튜더 양식 목공예와 정교한 프렛워크를 사용하여 빅토리아 시대의 철제 난간 취향을 대체했다. 해가 뜨는 이미지와 호주 야생동물, 원형 창문, 원뿔 또는 피라미드 모양 지붕이 있는 터렛과 탑과 함께 베란다가 특징으로 사용되었다.

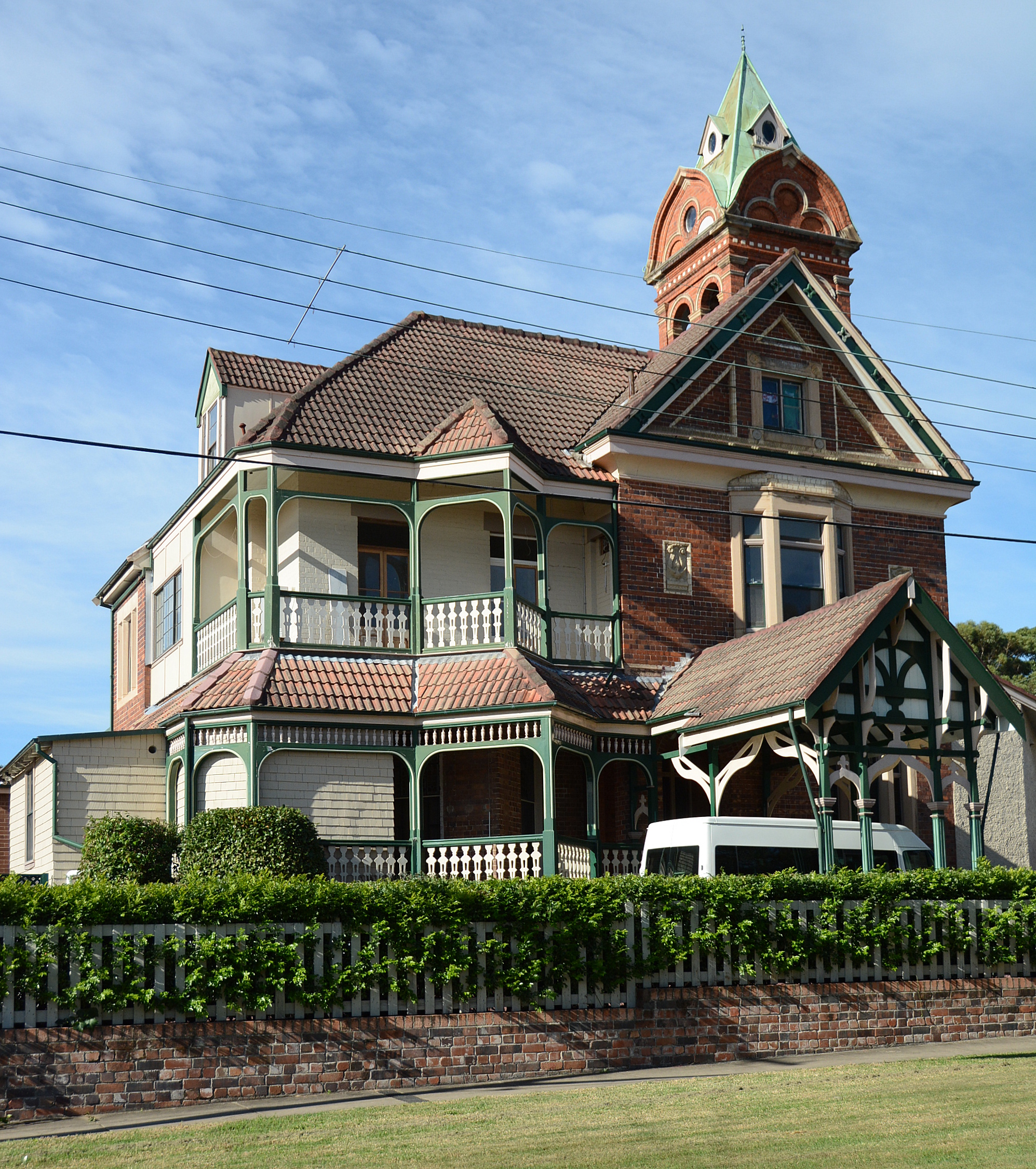
시드니 애시필드의 앤 여왕 양식 주택인 에임즈버리

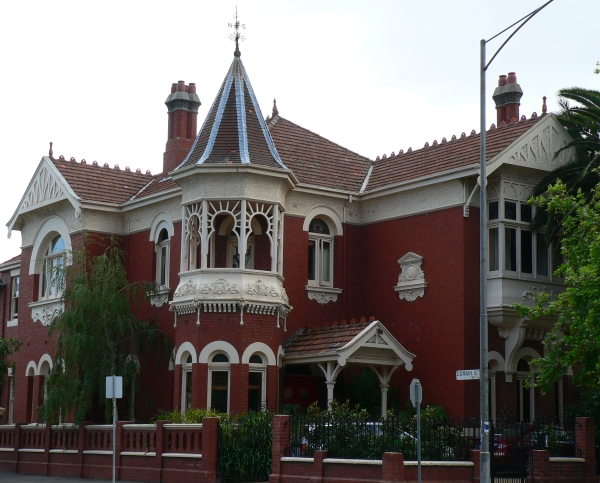
멜버른 사우스 야라에 위치한 앤 여왕 양식 맨션

호주 최초의 앤 여왕 양식 주택은 시드니 벨뷰 힐 교외에 있는 카얼리언이었다. 카얼리언은 원래 시드니 건축가 해리 켄트가 설계했지만, 이후 런던에서 모리스 애덤스가 상당 부분 재작업했다. 이로 인해 누가 공로를 인정받아야 하는지에 대한 논란이 일었다. 이 주택은 1885년에 지어졌으며, 이후 큰 인기를 얻게 될 연방 앤 여왕 주택의 선구자가 되었다. 멜버른 중앙 업무 지구의 APA 빌딩은 비주거용으로 사용된 앤 여왕 양식의 예시였다. 그러나 한때 이 건물은 아파트였을 수도 있다. 멜버른에서 근대주의 붐이 일면서 1981년에 철거되었는데, 철거를 결정한 요인으로는 무분별한 개발, 호주 도시의 느슨한 문화유산 태도, 그리고 소유주가 철거 허가를 주장하여 허가를 받은 점 등이 포함된다.
카얼리언에 이어 펜스허스트 교외의 웨스트 말링, 그리고 애시필드 교외의 애네스버리가 뒤따랐으며, 둘 다 약 1888년에 지어졌다. 거의 같은 시기에 지어졌음에도 불구하고 이 주택들은 뚜렷한 양식을 보였는데, 웨스트 말링은 애네스버리에는 없는 강한 튜더 양식의 영향을 보여주었다. 이 양식은 점차 인기를 얻었으며, 주로 "사회 지도층" 성향을 가진 상당한 부유층에게 매력적이었다.
호주에서 발전한 이 양식은 앤 여왕 요소와 다양한 호주적 영향을 혼합한 매우 절충적인 양식이었다. 갈비 모양 굴뚝과 박공 지붕과 같은 올드 잉글리시 특징은 햇빛을 차단하도록 설계된 베란다와 같은 호주적 측면과 결합되었다. 이러한 절충적인 접근 방식의 뛰어난 예로는 와이트 연구소의 일부인 애들레이드 우르브래 교외에 있는 우르브래 하우스가 있다. 연방 앤 여왕 양식과 관련된 또 다른 변형은 확장된 베란다가 특징인 연방 방갈로였다. 이 양식은 일반적으로 친숙한 앤 여왕 요소를 포함했지만, 대개 단순화된 형태였다.
몇 가지 주목할 만한 예시는 다음과 같다.
- 웨스트 말링, 펜스허스트 애비뉴와 킹 조지스 로드 교차로, 펜스허스트, 시드니
- 주택, 앱피안 웨이, 버우드, 시드니
- 주택, 하버필드, 시드니
- 카얼리언, 지나굴라 로드 15번지, 벨뷰 힐, 시드니[15][16]
- 애네스버리, 알트 스트리트 78번지, 애시필드, 시드니[17]
- 웰드 클럽, 배럭 스트리트, 퍼스
- ANZ 은행, 퀸스 퍼레이드, 피츠로이 노스, 멜버른
- 캠피언 칼리지, 스터들리 파크 로드, 키우, 멜버른[18]
- 레드코트 에스테이트, 아르마데일, 멜버른
- 테이 크레건, 호손, 멜버른[19]

### 갤러리

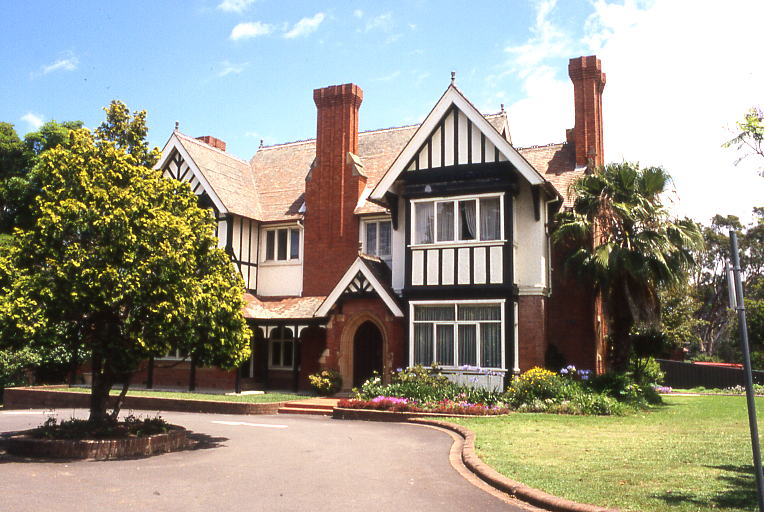
뉴사우스웨일스주 펜스허스트의 웨스트 말링
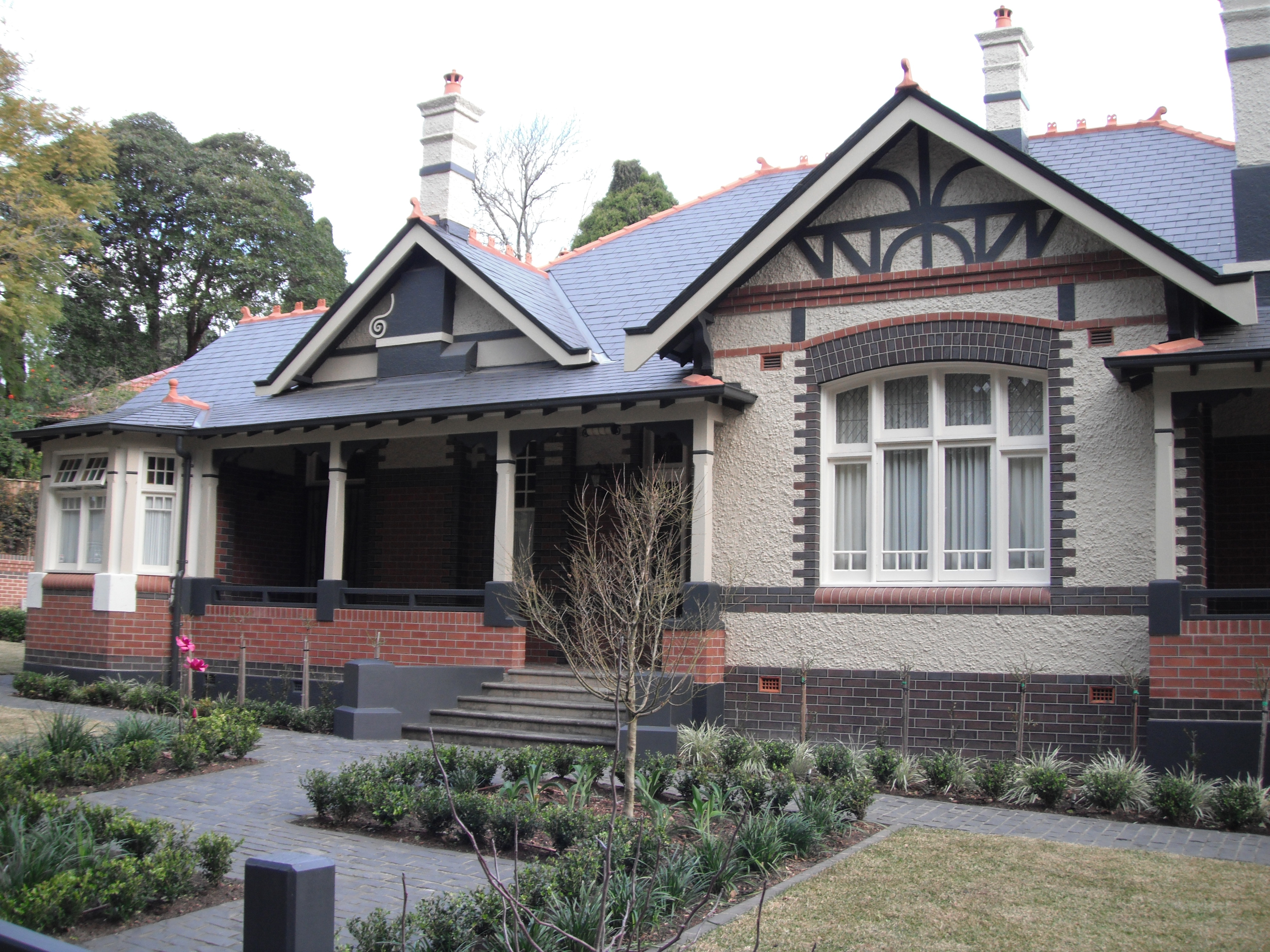
뉴사우스웨일스주 버우드 앱피안 웨이 2번지 '아말피'
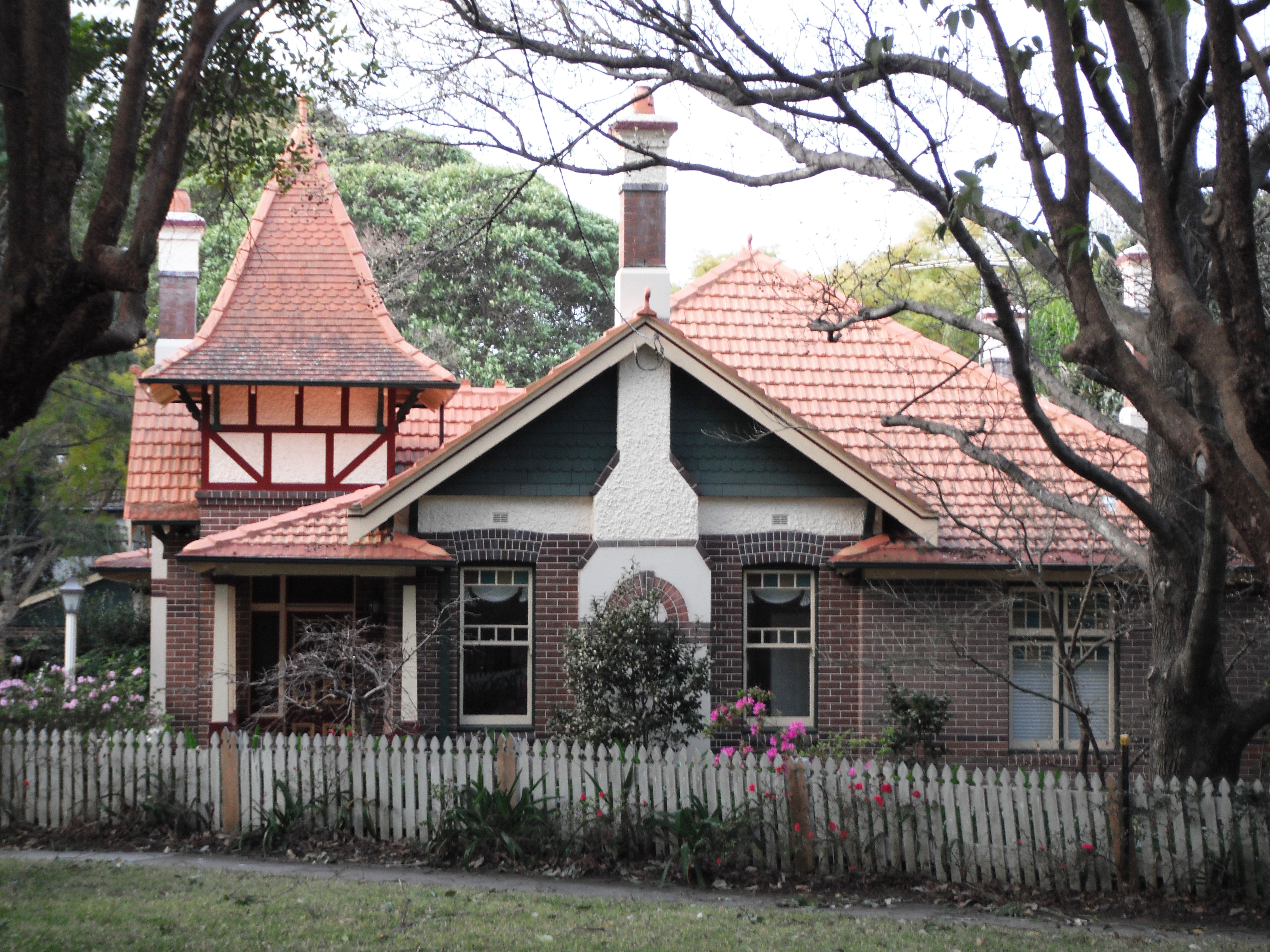
뉴사우스웨일스주 버우드 앱피안 웨이 19번지 '발람브로사'
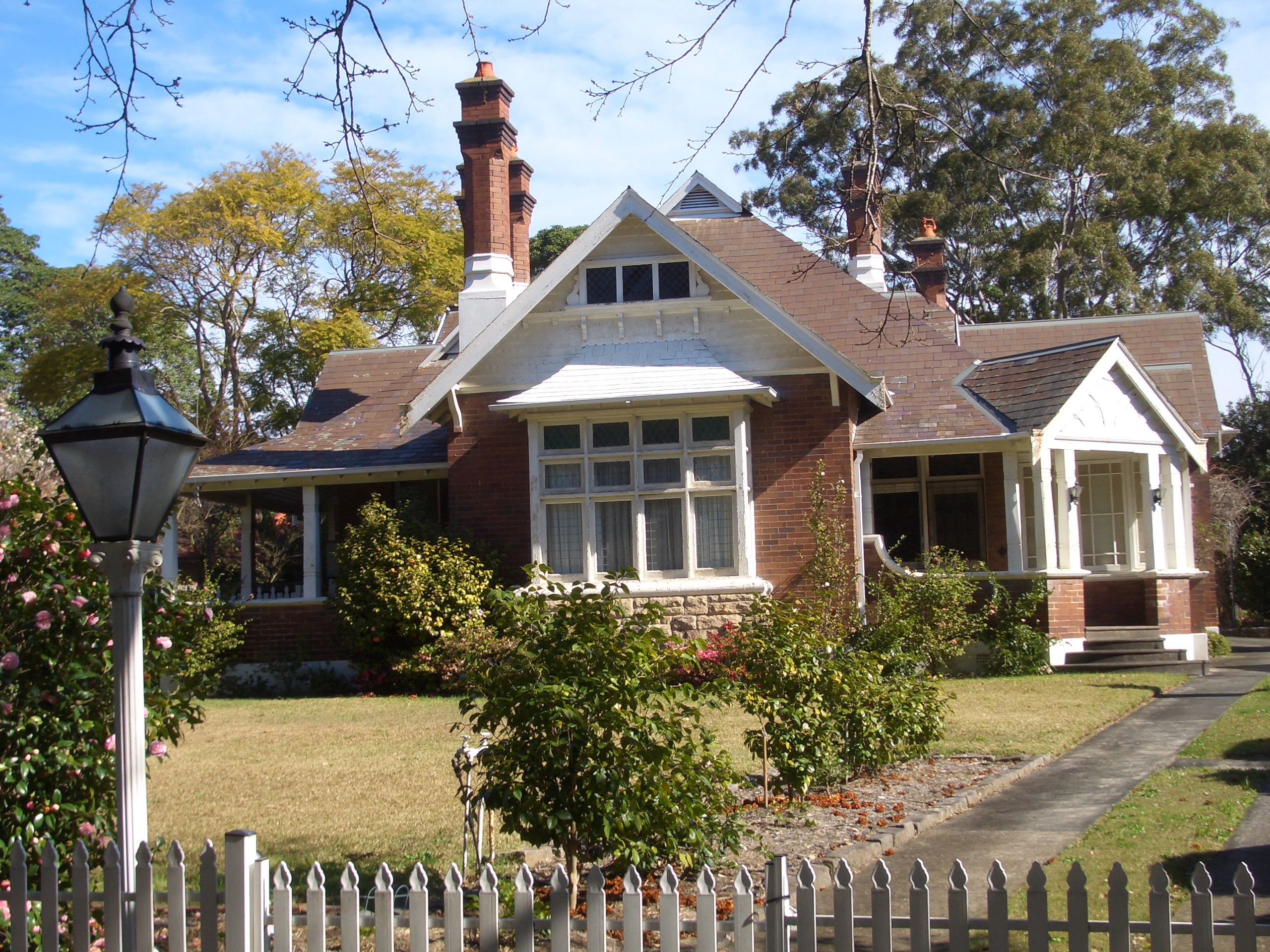
뉴사우스웨일스주 버우드 앱피안 웨이
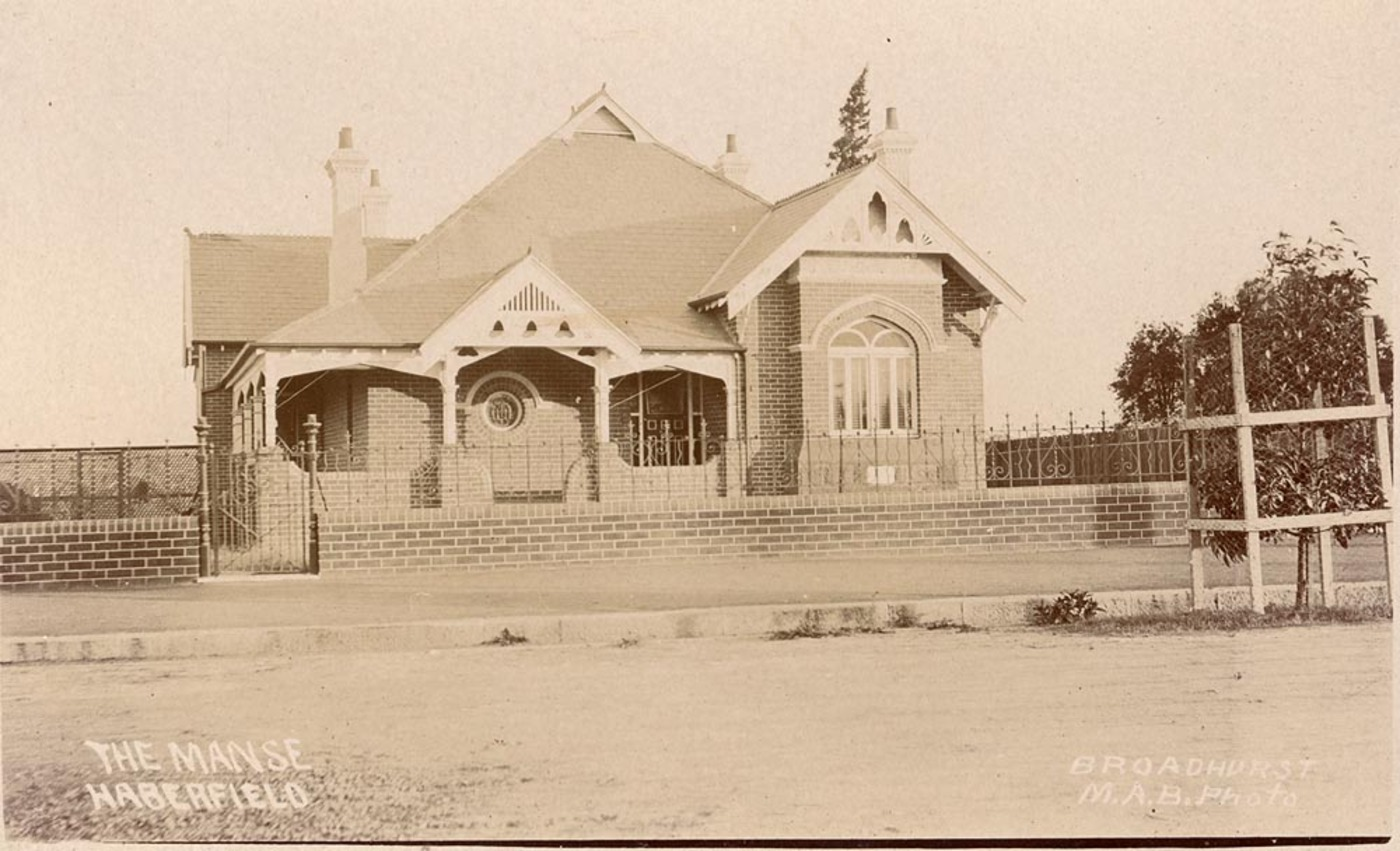
하버필드의 맨스
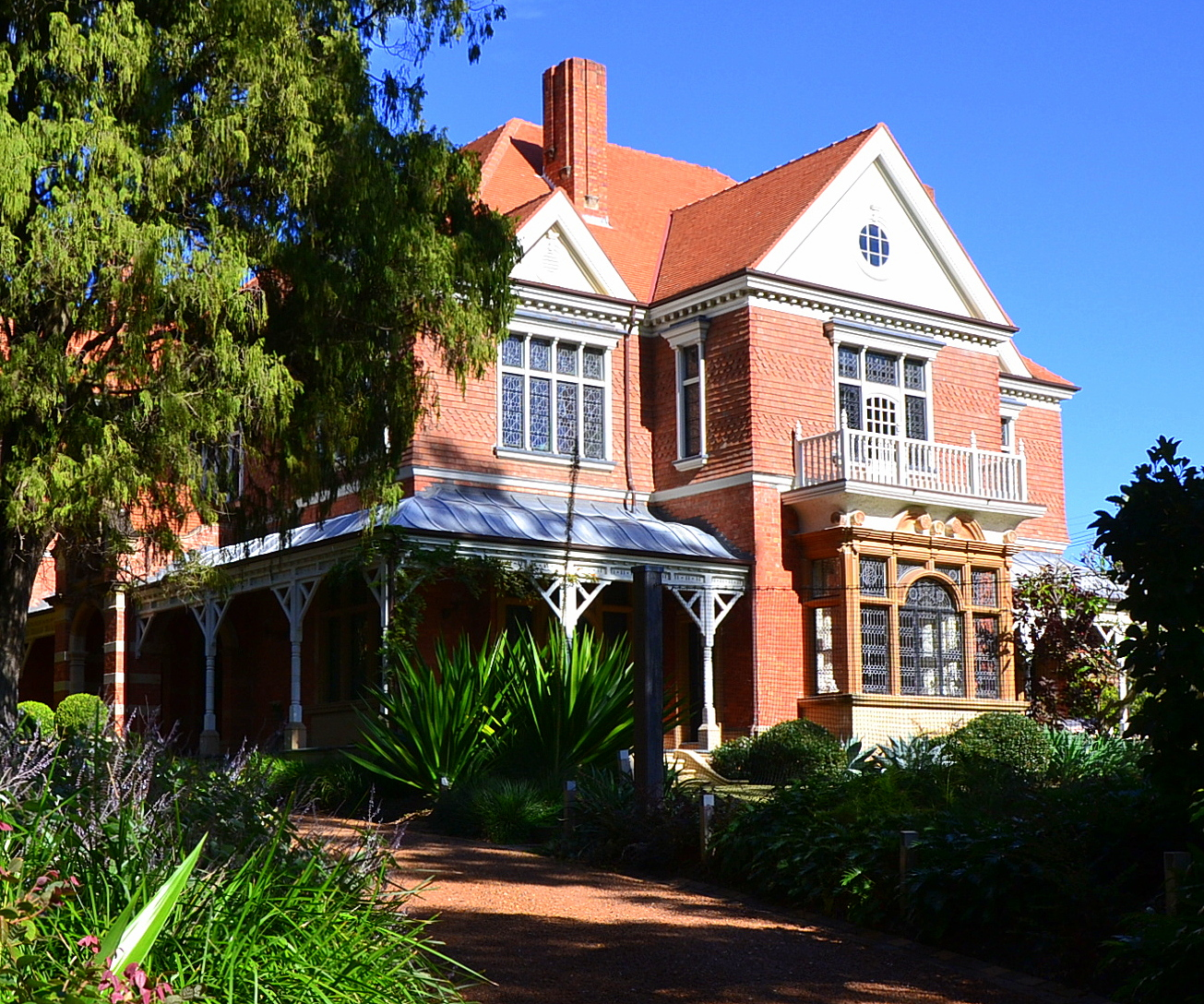
뉴사우스웨일스주 시드니 벨뷰 힐의 카얼리언
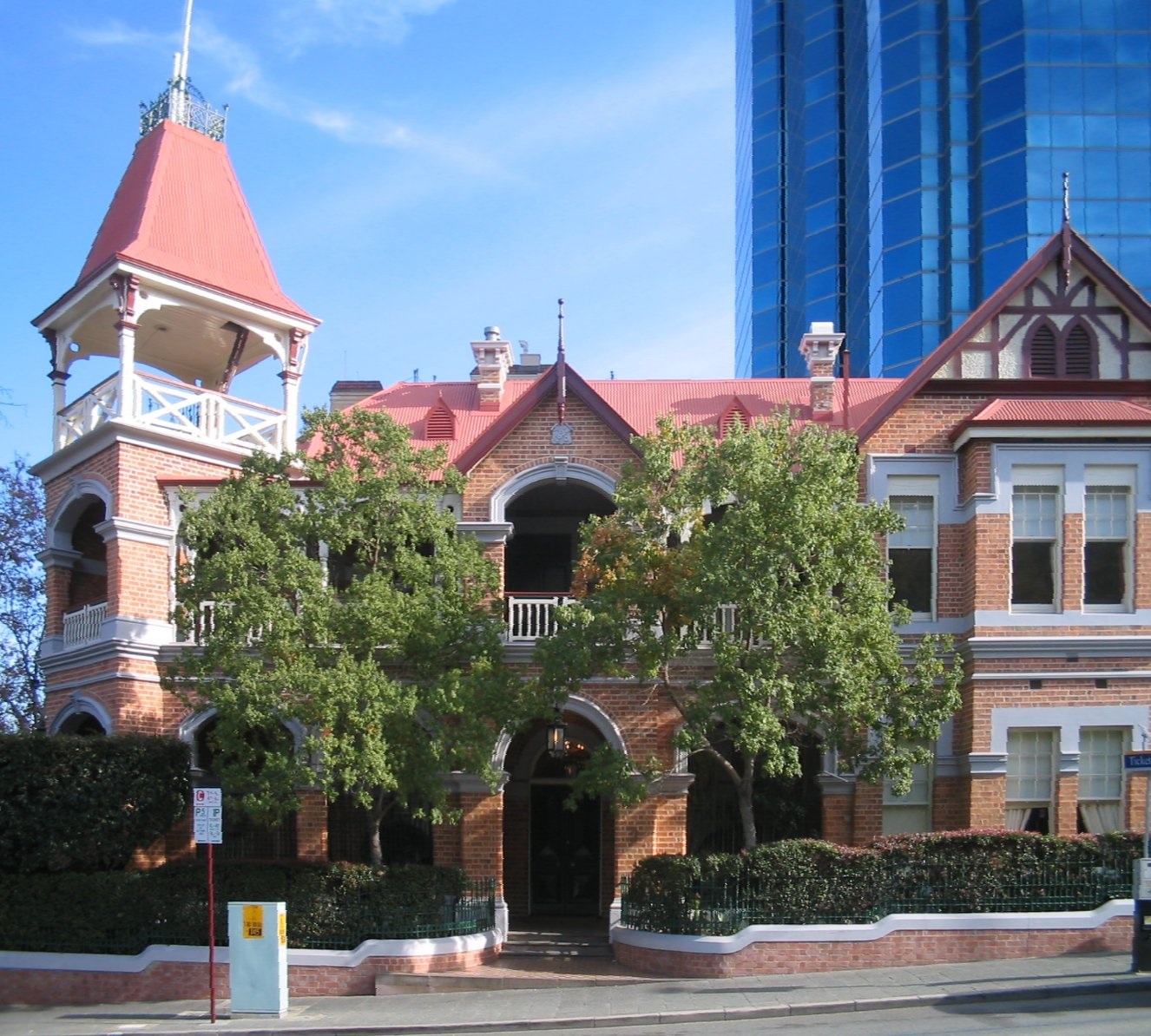
서호주 퍼스의 웰드 클럽
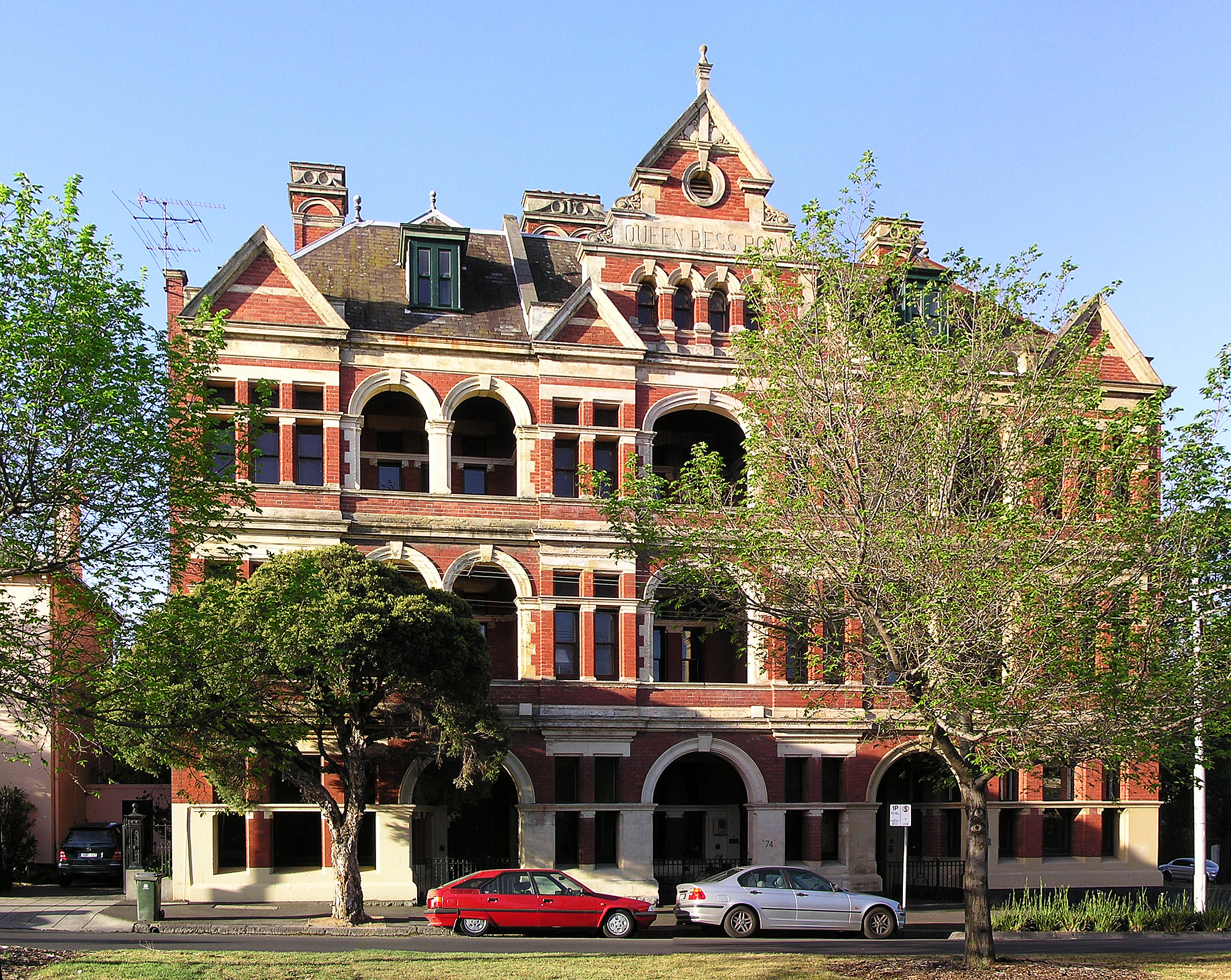
이스트 멜버른의 퀸 베스 로우
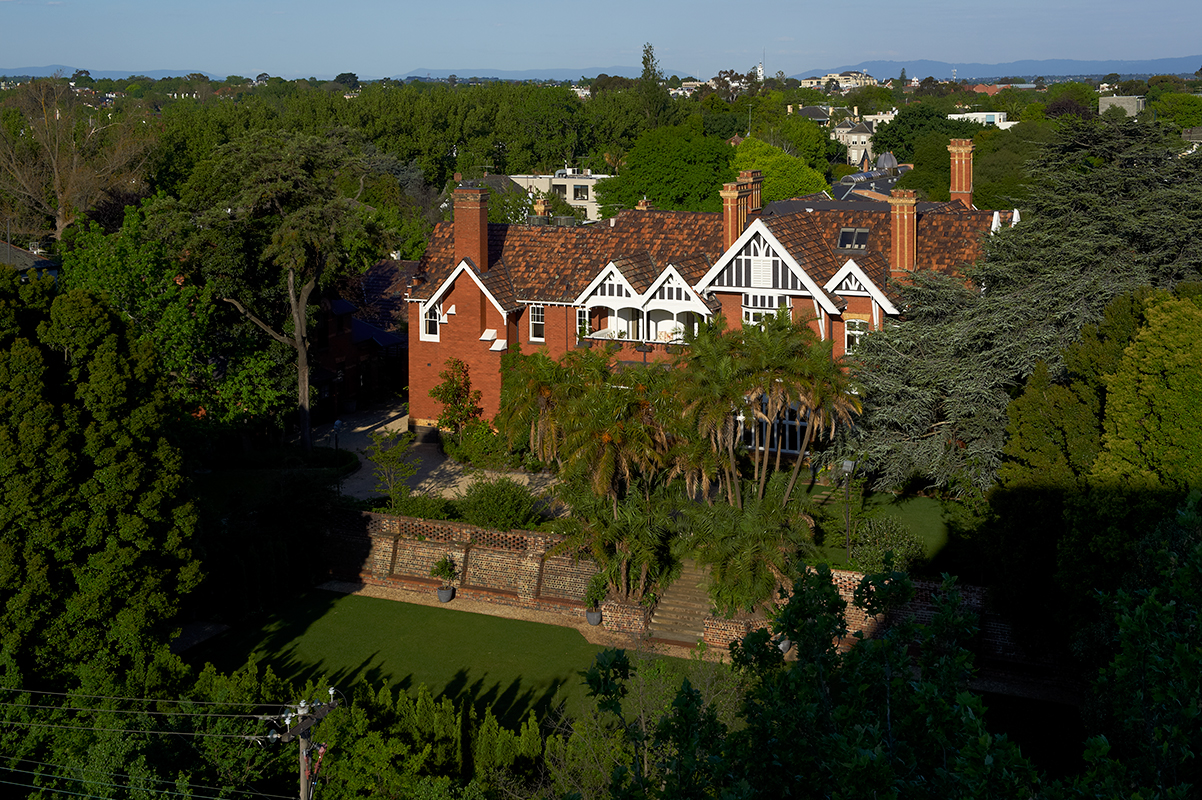
빅토리아주 아르마데일의 레드코트
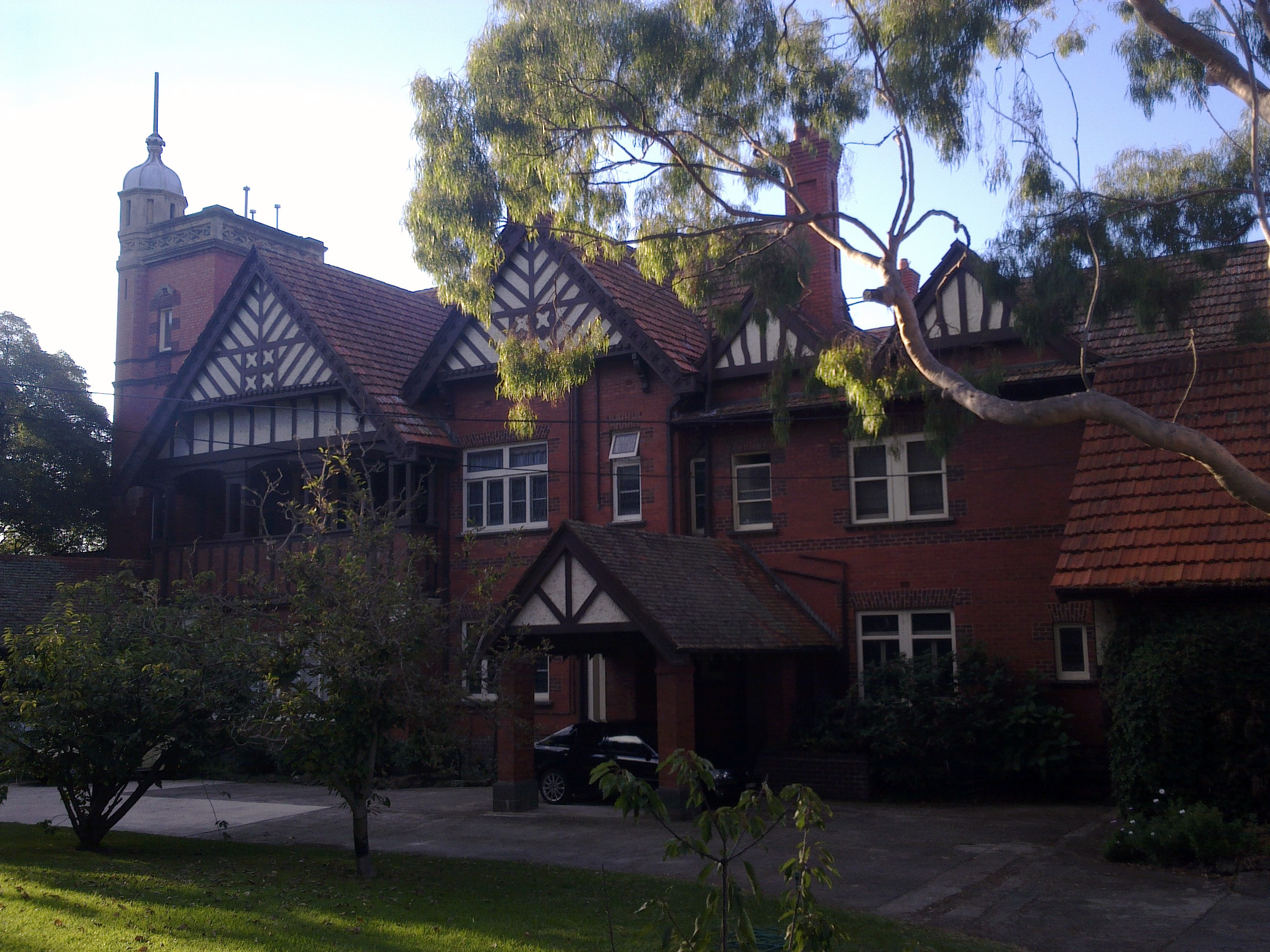
빅토리아주 투락의 에드젤 맨션
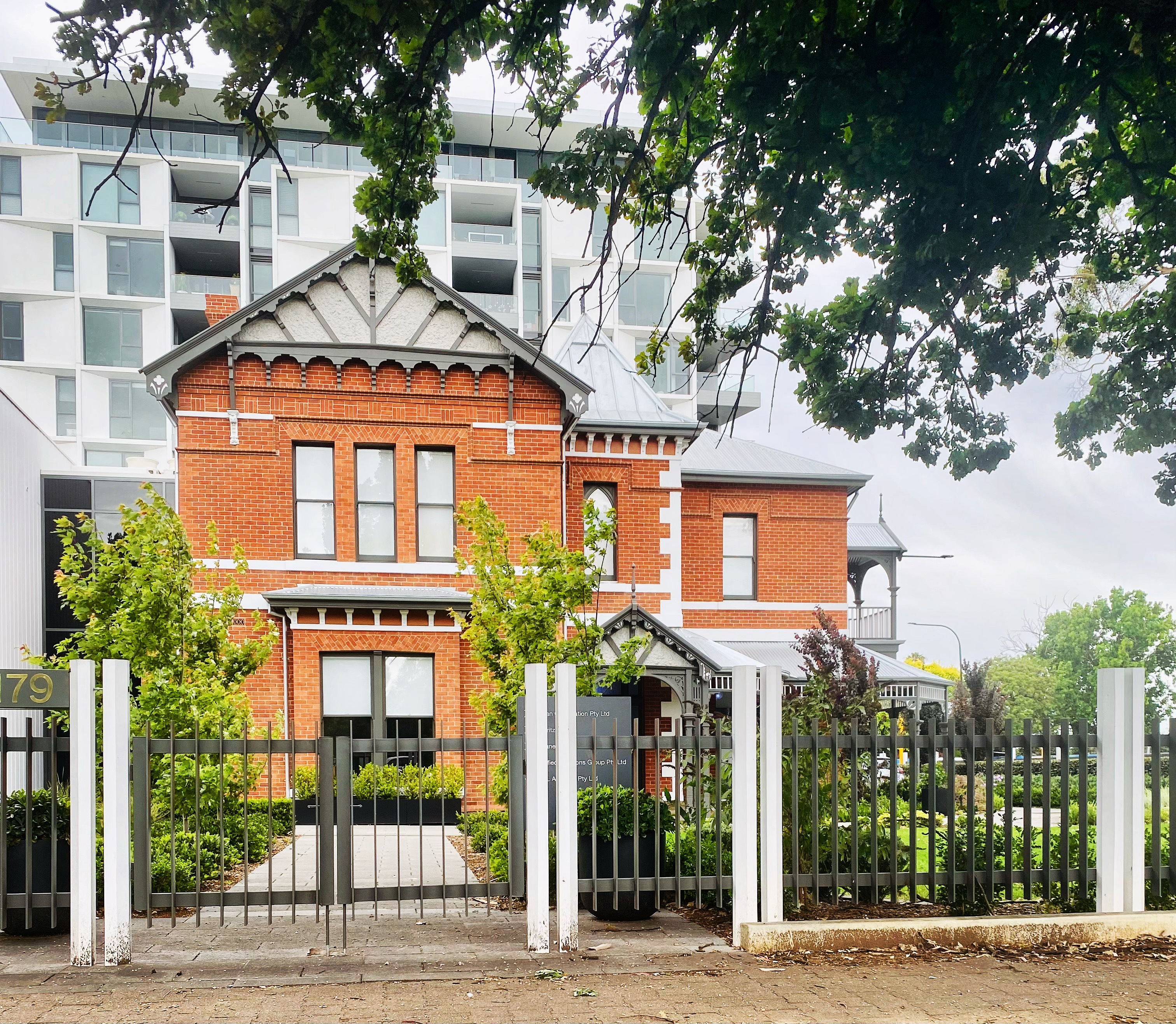
파크사이드, 사우스 오스트레일리아의 카라마 하우스

## 같이 보기
- 앤 여왕 양식 가구
- 복고주의 (건축)
- 스튜어트 건축
  - 램즈버리 맨션, 윌트셔주
  - 복원 양식
  - 바인, 햄프셔주

- 메종 조제프 고브로

## 더 읽어보기
- 지루아드, 마크, Sweetness and Light: The Queen Anne Movement, 1860–1900, Yale University Press, 1984. 이 운동에 대한 주요 연구서.
- Macquoid, Percy, Age of Walnut, 1904.
- The Shingle Style and the Stick Style: Architectural Theory and Design from Downing to the Origins of Wright, revised edition, Yale University Press, 1971.
- Rifkind, Carole. A Field Guide to American Architecture. Penguin Books, New York, 1980.
- 위픈, 마커스. American Architecture Since 1780. MIT Press, Cambridge, Massachusetts, 1999.